# آراکول (شهرستان قوچقار)
آراکول (به قرقیزی: Ара-Көл، ارا كۅل) یک منطقهٔ مسکونی در قرقیزستان است که در شهرستان قوچقار واقع شده‌است. آراکول ۷۷۱ نفر جمعیت دارد و ۲٬۰۰۵ متر بالاتر از سطح دریا واقع شده‌است.